# Here TV
Here TV est une chaîne de télévision payante diffusée aux États-Unis depuis 2002. Elle vise un public homosexuel.
La chaîne propose des programmes marqués par la thématique gay : films, séries télévisées, etc. Elle produit également des programmes, comme le feuilleton Dante's Cove en 2005.

## Programmation
Here TV offre une variété de programmes destinés à la communauté lesbienne, gay, bisexuelle et transgenre (LGBT). Here TV produit des programmes originaux et acquiert des programmes à diffuser sur le réseau. La chaîne diffuse des séries originales, des films, des documentaires, des talk-shows, des séries de télé-réalité et des émissions spéciales de comédie.

## Séries originales
- Dante's Cove (2005-2007)
- L'Antre (The Lair) (2007-2009)
- From Here on OUT (en) (2014)
- Conframa[1] (depuis 2018)

## Émissions
- Just Josh (en) (talk show, 2011)
- For & Against (en) (talk show, 2012)
- She's Living for This (en) (variétés, 2012)

## Histoire de l'entreprise
Here TV a été lancée en 2002 en tant que service à la demande et à la carte, disponible soit en blocs de trois heures, soit sous forme d'abonnement mensuel. La société a négocié des accords de distribution avec DirecTV en 2003, et s'est étendue à In Demand, TVN Entertainment, Time Warner Cable et Adelphia,,. Des accords avec Comcast et Cox ont suivi début 2005.
Ici, la télévision s'est développée pour devenir un réseau premium de 24 heures en octobre 2004.
En 2012, il a été annoncé que la programmation de Here TV serait disponible à la demande par le biais du service en ligne Hulu.
En 2013, la programmation de Here TV est devenue disponible sur les chaînes payantes de YouTube.

## Nominations
- En 2006, Here TV a partagé le prix Barbara Gittings des GLAAD Media Awards avec les réseaux câblés Logo et Q Television Network. Le prix Barbara Gittings récompense les personnes, les groupes et les médias pionniers qui ont contribué de manière significative au développement des médias LGBT.
- En 2009, Here TV est devenu le premier réseau LGBT à obtenir une nomination aux Daytime Entertainment Emmy Awards. Elle a été nommée dans la catégorie spéciale de classe exceptionnelle pour sa diffusion de la célébration du Ruban de l'espoir[6].